# 마이즈루 진수부
마이즈루 진수부(일본어: 舞鶴鎮守府)는 교토부 마이즈루시에 있었던 일본 제국 해군의 진수부였다. 일명 ‘마이진’(舞鎮)이라고 불린다.

## 개요

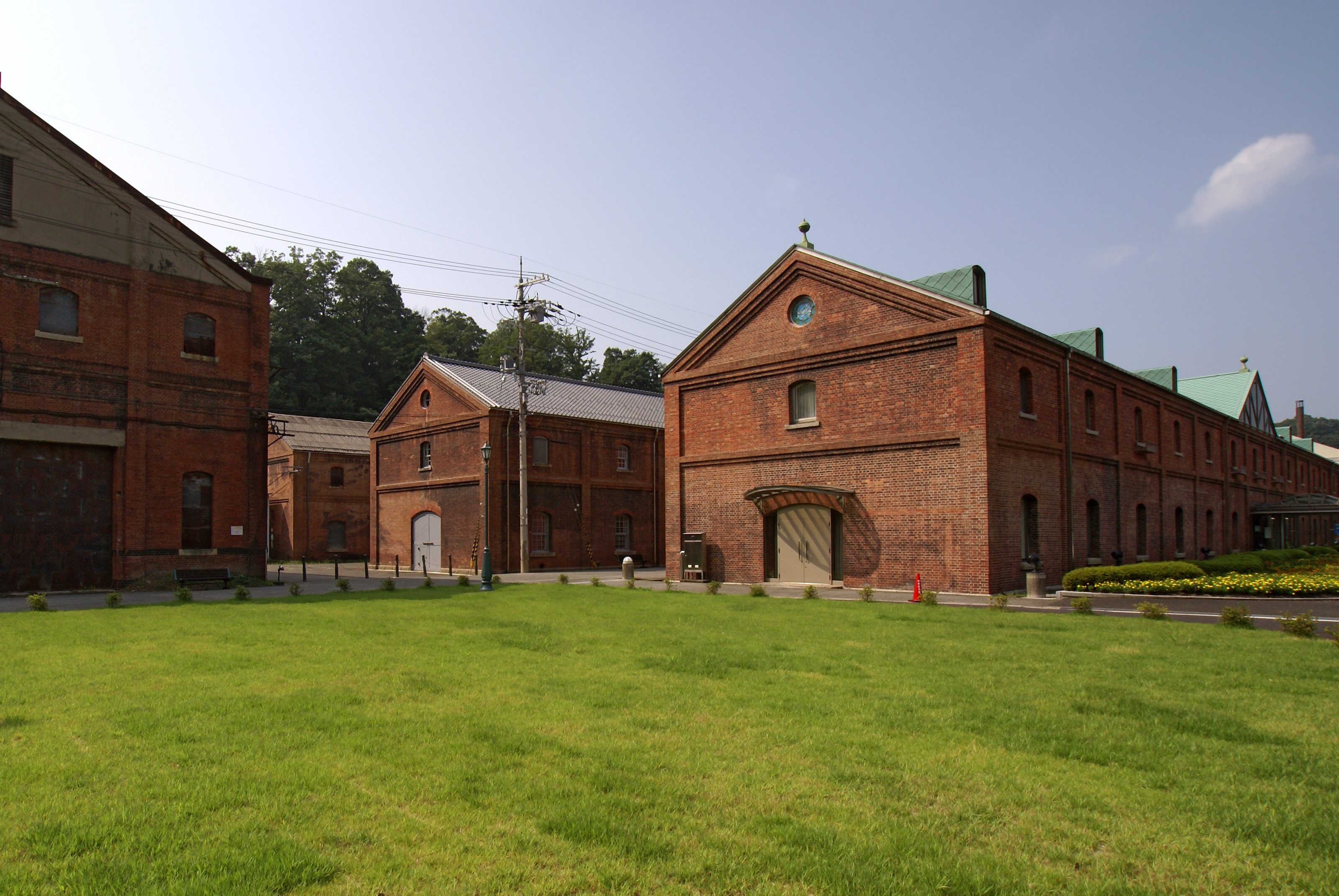
마이즈루 해군 병기창

대러시아 전략에서 일본 제국 해군은 동해에 접한 해군 군사 기지를 설치하는 것이 비원이 되었다. 1889년에 만 입구가 좁고 방어에 적합하며, 또한 항만은 파도가 잔잔하고, 많은 함선이 정박 할 수 있는 등 군항으로 완벽한 지형이었던 마이즈루 만에 지목을 세우고 마이즈루에 진수부를 설치하기로 했다.
그러나 구레, 사세보의 정비가 우선이었던 만큼 마이즈루의 군항 건설비용은 청일 전쟁 이후 청나라에서 지불한 전쟁배상금을 충당하게 되었다. 처음에 마련된 해군 시설은 1893년에 완성된 석탄 저장고로 청일 전쟁으로 인한 배상금을 건설에 충당하게 되면서 비약적으로 건설이 진행되어, 1896년에는 임시 해군 건축부 지부(지부장 :나카미조 도쿠다로 중령)가 설치되었다. 마이즈루에는 산지가 많기 때문에, 부지 굴착 공사에 많은 비용을 필요로 했지만, 1899년 말에는 토지 조성 공사가 거의 완료되었다. 이에 병행하여 진수부 제반 시설 공사가 시작되었고, 1901년 10월 1일에 마이즈루 진수부가 개청되었다. 초대 사령관은 당시 해군 중장이었던 도고 헤이하치로가 임명되었다.
1902년부터 1903년에 걸쳐 마이즈루 해군 조선소 건물의 건설이 시작되었지만, 핵심 시설인 독을 완성한 것은 러일 전쟁 이후의 일이었다.
1923년부터 워싱턴 해군 군축 조약에 의해 ‘요항부’로 격하되었다. 그러나 조약이 무효화된 1939년에 다시 진수부로 격상되었다.

## 연혁
- 1889년 : 제4해군구 진수부를 마이즈루에 설치하는 것을 결정.
- 1897년 : 마이즈루에 마이즈루 요새 포병 대대를 배치
- 1901년 : 개청.
- 1903년 : 마이즈루 해군 조선소 개설.
- 1904년 : 러일 전쟁 발발. 마이즈루 선 개통.
- 1923년 : 워싱턴 해군 군축 조약으로 요항부로 강등. 동시에 해군 조선소도 공작부로 격하.
- 1936년 : 마이즈루 해군 공작부가 해군 조선소에 격상.
- 1939년 : 진수부로 재격상.
- 1943년 : 쿠라타니 제2조병부를 설치. (현 쿠라타니 공업단지)
- 1945년 : 태평양 전쟁 종전.

## 같이 보기
- 사세보 진수부
- 요코스카 진수부
- 구레 진수부